# Флейшер, Элен
Элен Флейшер (нем. Helene Fleischer; 11 июня 1899 — 26 июня 1941) — немецкая коммунистка, член КПГ, депутат рейхстага.

## Биография
Дочь рабочего, работала учителем, но в 1914 году потеряла работу и стала работать вначале горничной, а затем на текстильной фабрике. В 1919 году вступила в СДПГ, в 1923 году перешла в КПГ. С 1926 года — член Совета директоров швейной фабрики «Луис Хирш» в городе Гера.
В 1931 году была избрана в тюрингенский ландтаг, а в июле и ноябре 1932 года — в рейхстаг.
С 1933 года, после запрещения нацистами компартии, на нелегальном положении; под псевдонимом «Хильда» работала инструктором партии в Тюрингии.
13 января 1934 года был арестована гестапо в городе Апольда на конспиративной квартире. 30 мая 1934 года за «государственную измену» приговорена к трем годам лишения свободы; вначале была направлена в тюрьму, а в мае 1937 года переведена в женский концлагерь Моринген, где её здоровье было подорвано. Освобождена в 1938 году. В феврале 1941 года снова арестована, помещена в тюрьму, где подвергалась истязаниям.
В мае 1941 года помещена в психиатрическую клинику города Штадтроды (доктор Герхард Клос) с диагнозом «тяжелая шизофрения и туберкулез легких». Скончалась при невыясненных обстоятельствах 26 июня 1941 года.
В 2000 году прокуратурой Германии было инициировано расследование в отношении Розмари Альбрехт, в 1940—1942 годах работавшей в психоневрологическом женском отделении клиники доктора Клоса, по обвинению её в 159-ти убийствах (в том числе 24 детей) в рамках нацистской программы Т-4. Ранее расследование этого дела проводилось в 1965-66 годах, но материалы дела были скрыты. Согласно расследованию, Флейшер была убита с целью сокрытия следов пыток в гестапо, диагноз был сфальсифицирован.

## Память

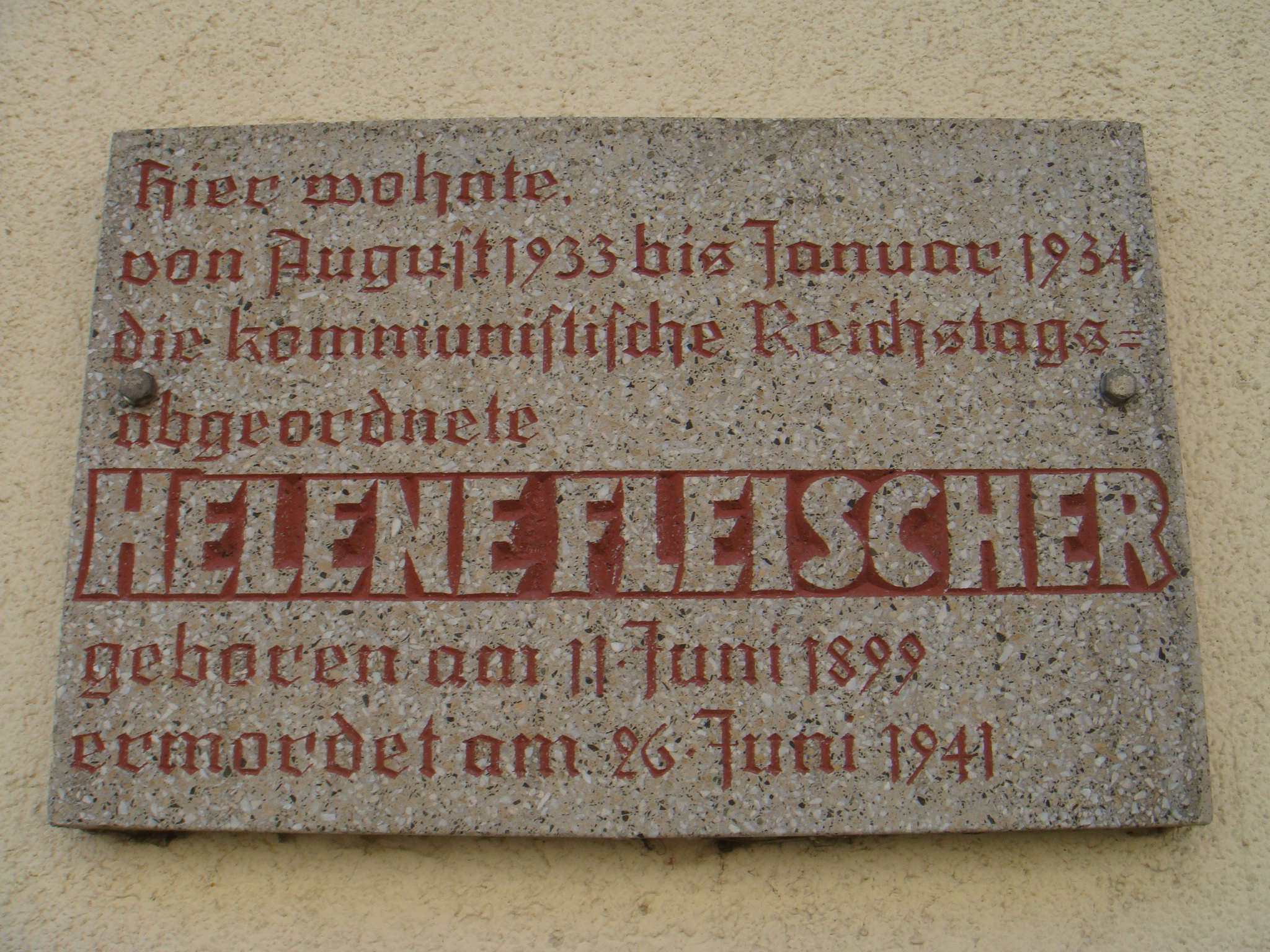
Мемориальная доска, Апольда, Christian-Zimmermann-Straße 15

На доме в городе Апольда, где была конспиративная квартира, установлена мемориальная доска. Ранее в городе Апольда была улица имени Элен Флейшер, но с развалом ГДР в 1990 году улица была переименована.
В городе Гера есть улица имени Элен Флейшер (Helene-Fleischer-Straße), на доме № 2 по этой улице установлена мемориальная доска. Также в Гера по адресу Naulitzer Straße 9 есть камень преткновения с именем Элен Флешер.
Имя Элен Флейшер увековечено на памятнике 96-ти депутатам Рейхстага, убитым нацистами, расположенном в Берлине на площади Республики перед Рейхстагом.